# 里奇伍德
里奇伍德（Ridgewood）是美國紐澤西州伯根县的一個村莊。據2010年美國人口普查，里奇伍德有人口24,958人，比2000年人口普查時的24,936增加22人，比1990年的24,152人增加784人。